# روبرت فاهي
روبرت فاهي (بالإنجليزية: Robert Fahey)‏ هو لاعب كرة مضرب أسترالي، ولد في 30 أبريل 1968 في هوبارت في أستراليا.